# Bronx Open
Bronx Open, oficiálně NYJTL Bronx Open, je profesionální tenisový turnaj žen hraný v newyorském Bronxu. Založen byl v roce 2019 jako součást okruhu WTA Tour.
Dějištěm se stal areál Cary Leeds Center v Crotona Parku s tvrdým povrchem DecoTurf na dvaceti dvorcích. Jeho výstavba byla dokončena v roce 2017. Turnaj je přípravou na newyorský grandslam US Open. Dvouhry se účastní třicet singlistek a do čtyřhry nastupuje šestnáct párů.
V kalendáři WTA nahradil kanadský Tournoi de Québec hraný v zářijovém termínu. Spoluorganizátory se staly Ženská tenisová asociace, USTA a vzdělávací nezisková organizace New York Junior Tennis & Learning (NYJTL), založená v roce 1971 Athurem Ashem a Lewisem Hartmanem. Crotona Park již profesionální tenisový turnaj hostil v letech 1993–2012.
Úvodní ročník 2019 vyhrála ve dvouhře Polka Magda Linetteová a čtyřhru ovládla chorvatsko-španělská dvojice Darija Juraková a María José Martínezová Sánchezová.

## Přehled finále

### Dvouhra
| Rok  | vítězka          | finalistka       | výsledek      |
| ---- | ---------------- | ---------------- | ------------- |
| 2019 | Magda Linetteová | Camila Giorgiová | 5–7, 7–5, 6–4 |

### Čtyřhra
| Rok  | vítězky                                        | finalistky                                 | výsledek         |
| ---- | ---------------------------------------------- | ------------------------------------------ | ---------------- |
| 2019 | Darija Juraková María José Martínez Sánchezová | Margarita Gasparjanová Monica Niculescuová | 7–5, 2–6, [10–7] |